# 悲劇喜劇
『悲劇喜劇』（ひげききげき）は、早川書房が発行している演劇の雑誌である。隔月刊。

## 概要
- 1928年に劇作家岸田國士によって発刊したが、1929年に第10号にて廃刊した。
- 1947年（11月5日号）に早川書房から発刊[1]、第9号までは季刊だったが、1950年1月号から月刊に変更した。
- 1964年6月号をもって一時休刊したが、1966年1月号から復刊した（獅子文六が編集にかかわる）。
- 2009年2月号には第700号になった。2014年11月26日、2015年から隔月刊（偶数月7日発売）に移行することが発表された[2]。
- 2012年11月に創刊65周年として同社と公益財団法人早川清文学振興財団が2013年1月に『ハヤカワ「悲劇喜劇賞」』を創設することを発表した[1]。

## ハヤカワ「悲劇喜劇」賞
2013年1月に創設された演劇賞。公益財団法人早川清文学振興財団と早川書房が共催する。『悲劇喜劇』が劇評文化の発展を掲げていたことにちなみ、創刊65周年に際して発足した。
対象作品は毎年1月1日から12月31日までの間に日本で上演された現代演劇であり、翌年1月に、評論家の劇評意欲をもっとも奮い立たせる演劇作品を選出する。
受賞作品に直接関わったキャスト、スタッフへ正賞（盾）および副賞100万円が授与される。

### 受賞作一覧
- 第1回（2014年[注釈 1]）：『MIWA』（NODA・MAP（野田地図）第18回公演）
  - 野田秀樹作・演出。
- 第2回（2015年）：『鴎外の怪談』（二兎社第39回公演）
  - 永井愛作・演出。
- 第3回（2016年）：『リチャード二世』（彩の国シェイクスピア・シリーズ第30弾、さいたまネクスト・シアター第6回公演）
  - 蜷川幸雄演出、シェイクスピア作（松岡和子訳）、さいたまゴールド・シアター共演。
- 第4回（2017年）：『キネマと恋人』（世田谷パブリックシアター＋KERA・MAP#007）
  - ケラリーノ・サンドロヴィッチ台本・演出。
- 第5回（2018年）：『荒れ野』（穂の国とよはし芸術劇場PLAT、アル☆カンパニー）
  - 桑原裕子作・演出。
- 第6回（2019年）：『消えていくなら朝』（新国立劇場主催）
  - 蓬莱竜太作、宮田慶子演出・芸術監督。
- 第7回（2020年）：『スリーウインターズ』（文学座アトリエの会）
  - 松本祐子演出、テーナ・シュティヴィチッチ（Tena Štivičić）作。
- 第8回（2021年）：中止（コロナ禍の影響のため）
- 第9回（2022年）：『ダウト：疑いについての寓話』（シアター風姿花伝）
  - 小川絵梨子翻訳・演出、ジョン・パトリック・シャンリィ作、那須佐代子プロデュース。
- 第10回（2023年）：『カタブイ、1972』（エーシーオー沖縄・名取事務所共同制作）
  - 内藤裕子脚本・演出、下山久・名取敏行プロデュース。
- 第11回（2024年）：『閻魔の王宮』（劇団俳優座）
  - フランシス・ヤーチュー・カウィグ（Frances Ya-Chu Cowhig）脚本、小田島恒志翻訳、飯塚容・ドラマトゥルク、眞鍋卓嗣演出。
- 第12回（2025年）：『奇ッ怪 小泉八雲から聞いた話』（イキウメ）
  - 小泉八雲原作、前川知大脚本・演出。

### 選考委員
- 第1回：今村忠純、鹿島茂、小藤田千栄子、高橋豊。
- 第2回 - 第4回：今村忠純、鹿島茂、小藤田千栄子、高橋豊、辻原登。
- 第5回：今村忠純、鹿島茂、高橋豊、辻原登。
- 第6回：今村忠純、鹿島茂、杉山弘、高橋豊、辻原登。
- 第7回 - 第10回：鹿島茂、杉山弘、辻原登、濱田元子。
- 第11回：杉山弘、濱田元子、矢野誠一。
- 第12回：有吉玉青、辻原登、濱田元子、矢野誠一。